# Mount Archer National Park
Mount Archer National Park är en park i Australien. Den ligger i delstaten Queensland, omkring 520 kilometer nordväst om delstatshuvudstaden Brisbane. Arean är 43 kvadratkilometer.
Närmaste större samhälle är Rockhampton, nära Mount Archer National Park.
I omgivningarna runt Mount Archer National Park växer huvudsakligen savannskog. Runt Mount Archer National Park är det mycket glesbefolkat, med 2 invånare per kvadratkilometer. Genomsnittlig årsnederbörd är 1 140 millimeter. Den regnigaste månaden är januari, med i genomsnitt 296 mm nederbörd, och den torraste är augusti, med 18 mm nederbörd.